# Doris Soffel

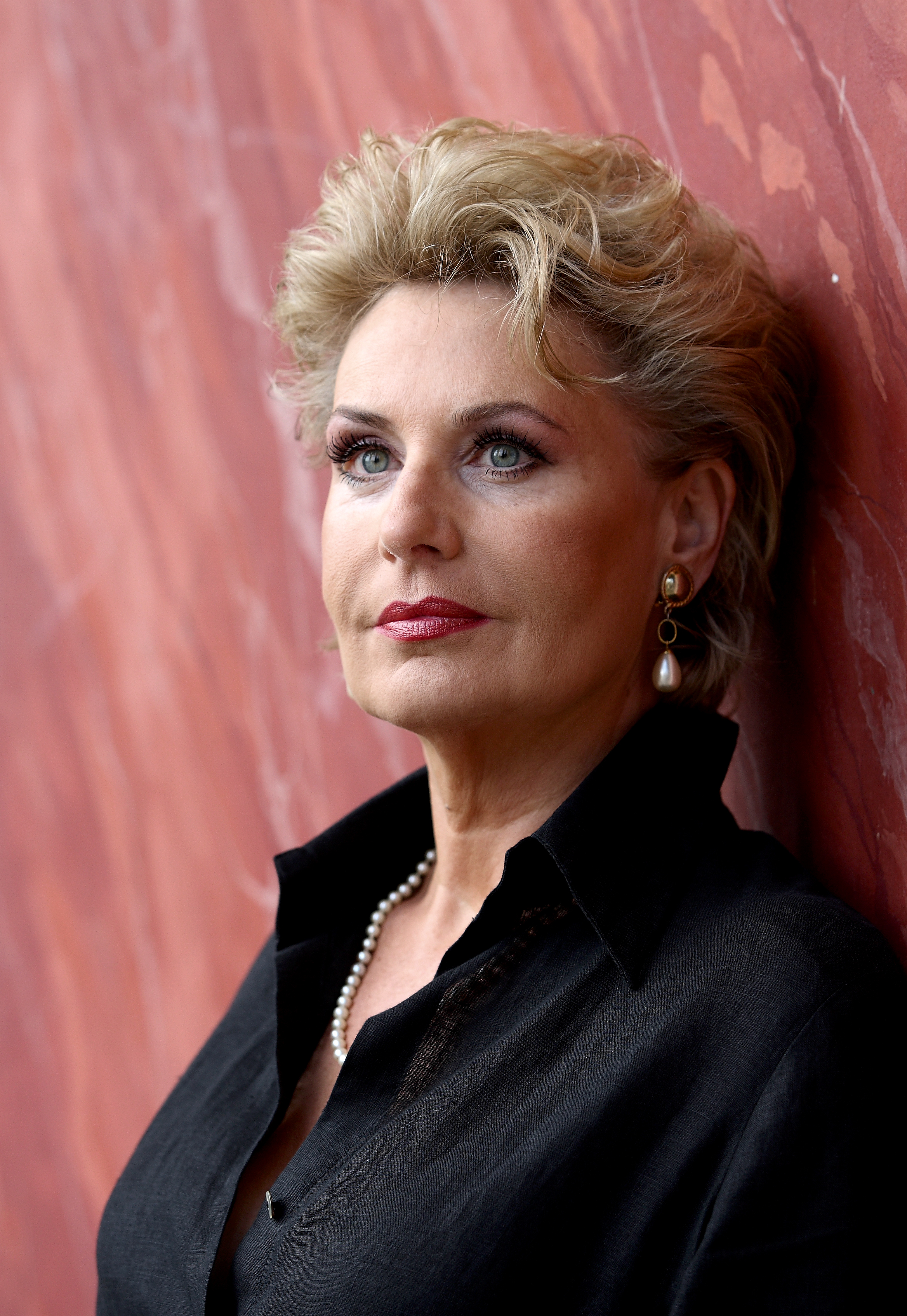
Doris Soffel (2008)

Doris Soffel (* 12. Mai 1948 in Hechingen) ist eine deutsche Opernsängerin (Mezzosopran). 

## Leben
Soffel studierte zuerst Geige, dann Gesang (Lehrerin: Marianne Schech) an der Hochschule für Musik und Theater München. Von 1973 bis 1982 war sie Mitglied des Stuttgarter Opernensembles, wo sie Rollen wie Carmen, Dorabella (Così fan tutte) und Octavian (Der Rosenkavalier) übernahm. Der internationale Durchbruch gelang ihr 1982 am Royal Opera House Covent Garden, London, als Sesto in Mozarts La clemenza di Tito und als Prinz Orlofsky in der Strauss-Operette Die Fledermaus.
Bereits 1983 sang Soffel die Fricka bei den Bayreuther Festspielen. Sie wurde sodann die einzige deutsche Koloraturmezzosopranistin mit internationaler Karriere mit Engagements in Belcanto-Opern wie L’italiana in Algeri und La Cenerentola von Rossini, Maria Stuarda von Donizetti und Norma von Bellini. Sie sang Uraufführungen von zeitgenössischen Komponisten wie Aribert Reimann und Krzysztof Penderecki. Weltweit war sie in Konzerten mit Mahlers Werken zu erleben. Ihre künstlerische Arbeit ist in über 60 CD- und DVD-Aufnahmen dokumentiert.

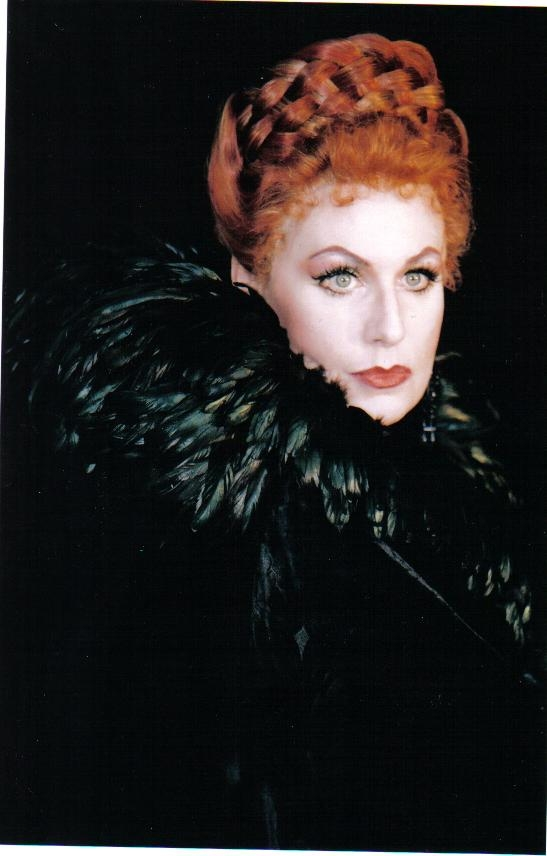
Soffel als Ortrud (2003)

Ab 1994 verkörperte sie dramatischere Rollen wie Judith in Béla Bartóks Herzog Blaubarts Burg, Prinzessin Eboli in Verdis Don Carlos und Amneris in Aida. 1996 sang sie ihre erste Klytämnestra (Elektra) bei den Salzburger Festspielen.
Ab 1999 gehörte Soffel zu den international gefragten Wagner- und Strauss-Sängerinnen mit Rollen wie Ortrud in Lohengrin, Kundry in Parsifal, Fricka in Das Rheingold und Die Walküre, Herodias in Salome, Amme in Die Frau ohne Schatten und Klytämnestra in Elektra. Zwischen 2004 und 2017 sang sie in elf verschiedenen Salome-Produktionen die Herodias und zwischen 2010 und 2017 in sechs Elektra-Produktionen die Klytämnestra. 
2007 übernahm sie an der Bayerischen Staatsoper München die weibliche Hauptrolle der Marfa in der Mussorgski-Oper Chowanschtschina. 2008 sang sie die Kabanicha in Janáčeks Katja Kabanowa an der Kölner Oper und die Jezibaba in Dvořáks Rusalka am Theatre La Monnaie in Brüssel. Ab 2015 gehörten auch Rollen wie Erda in Wagners Der Ring des Nibelungen, Mme de Croissy in Dialogues des Carmélites, Leokadja Begbick in Aufstieg und Fall der Stadt Mahagonny und Geneviève in Pelléas et Mélisande zu ihrem Repertoire. 
In der Spielzeit 2022/23 sang sie an der Deutschen Oper Berlin die Adelaide in einer Neuinszenierung der Oper Arabella (Regie: Tobias Kratzer). In der Spielzeit 2023/24 übernahm sie dort kurzfristig die Rolle der Gräfin in der Premiere von Pique Dame. In der Spielzeit 2024/25 folgte an der Deutschen Oper Berlin die Rolle der Hexe Agnese di Cervia in einer Inszenierung der Oper La fiamma von Ottorino Respighi. Im März 2025 sang sie erneut die Adelaide in Arabella. In der Spielzeit 2024/25 übernahm sie auch noch einmal kurzfristig in drei Vorstellungen die Rolle der Klytämnestra in Elektra. Am 19. Mai 2025 wurde ihr die Ehrenmitgliedschaft der Deutschen Oper Berlin verliehen.
Soffel wohnt in Berlin und ist mit einem Schweden verheiratet; sie haben gemeinsam eine erwachsene Tochter.

## Auszeichnungen
- 2001: Königlich-schwedischer Nordstern-Orden
- 2007: Ernennung zur Kammersängerin der Oper Köln[9]
- 2017: Deutscher Theaterpreis Der Faust, Nominierung als beste Sängerdarstellerin für Klytämnestra in Richard Strauss’ Oper Elektra
- 2025: Ehrenmitglied der Deutschen Oper Berlin

## CDs (Auswahl)
- 1981: Richard Strauss: Arabella (Studioaufnahme, Orfeo Music)
- 1984: Albert Lortzing: Der Wildschütz (Studioaufnahme, VEB Deutsche Schallplatten Berlin)
- 1992: Doris Soffel. Virtuoso Arias (Caprice Records)
- 1998: Doris Soffel Sings Bel Canto (Caprice Records)
- 1998: Doris Soffel Sings Lieder (Caprice Records)
- 2002: Alban Berg: Lulu (Oehms Classics, Aufnahme aus dem Teatro Massimo)
- 2006: Richard Wagner: Parsifal (Dynamic, Aufnahme aus dem Teatro La Fenice)
- 2007: Richard Wagner: Das Rheingold (Et'cetera, Aufnahme aus De Nationale Opera)
- 2007: Richard Wagner: Die Walküre (Et'cetera, Aufnahme aus De Nationale Opera)
- 2019: Richard Strauss: Salome (RCO Live, Aufnahme aus De Nationale Opera)
- 2020: Detlev Glanert: Oceane (Oehms Classics, Aufnahme aus der Deutschen Oper Berlin)

## Blu-ray Discs und DVDs (Auswahl)
- 2006: Richard Wagner: Parsifal (Dynamic, Aufnahme aus dem Teatro La Fenice)
- 2009: Modest Petrowitsch Mussorgski: Chowanschtschina (Unitel, Aufnahme aus der Bayerischen Staatsoper)
- 2010: Richard Wagner: Das Rheingold (Arthaus Musik, Aufnahme aus dem Teatro alla Scala)
- 2012: Richard Strauss: Salome (Arthaus Musik, Aufnahme aus dem Festspielhaus Baden-Baden)
- 2013: Claude Debussy: Pelléas et Mélisande (Arthaus Musik, Aufnahme aus dem Aalto-Musiktheater Essen)
- 2019: Richard Strauss: Salome (RCO Live, Aufnahme aus De Nationale Opera)
- 2023: Engelbert Humperdinck: Königskinder (Naxos, Aufnahme aus De Nationale Opera)
- 2025: Richard Strauss: Arabella (Naxos, Aufnahme aus der Deutschen Oper Berlin)
- 2025: Ottorino Respighi: La fiamma (EuroArts, Aufnahme aus der Deutschen Oper Berlin)

## Dokumentationen
- 2009: Meisterklasse. Ein Jahr mit den Opernprofis von morgen (Regie: Olivia Hagemann)
- 2012: Operngeschichten. Teil 2: Arabella. (Arte, Regie: Nicolas Crapanne)
- 2024: Doris Soffel, Mezzosopran. Eine Karriere im Labyrinth. (3sat, Regie: Mark von Seydlitz)

## Repertoire
Oper
| Komponist                     | Oper                                        | Rolle                      |
| ----------------------------- | ------------------------------------------- | -------------------------- |
| Béla Bartók                   | Herzog Blaubarts Burg                       | Judit                      |
| Vincenzo Bellini              | Norma                                       | Adalgisa                   |
| Alban Berg                    | Lulu                                        | Gräfin Geschwitz           |
| Hector Berlioz                | Les Troyens                                 | Didon                      |
| Georges Bizet                 | Carmen                                      | Carmen                     |
| Francesco Cilea               | Adriana Lecouvreur                          | La Principessa di Bouillon |
| Gaetano Donizetti             | Anna Bolena                                 | Giovanna di Seymour        |
|                               | La favorita                                 | Leonora di Guzman          |
|                               | Maria Stuarda                               | Elisabetta                 |
| Antonín Dvořák                | Rusalka                                     | Hexe Jezibaba              |
| Friedrich Freiherr von Flotow | Martha oder Der Markt zu Richmond           | Nancy                      |
| Christoph Willibald Gluck     | Orfeo ed Euridice                           | Orfeo                      |
| Georg Friedrich Händel        | Hercules                                    | Dejanira                   |
| Engelbert Humperdinck         | Königskinder                                | Hexe                       |
| Leoš Janáček                  | Káťa Kabanová                               | Kabanicha                  |
| Pietro Mascagni               | Cavalleria rusticana                        | Santuzza                   |
| Jules Massenet                | Hérodiade                                   | Hérodiade                  |
|                               | Werther                                     | Charlotte                  |
| Wolfgang Amadeus Mozart       | Così fan tutte                              | Dorabella                  |
|                               | La clemenza di Tito                         | Sesto                      |
|                               | Die Zauberflöte                             | Zweite Dame                |
|                               | Così fan tutte                              | Dorabella                  |
| Modest Mussorgski             | Boris Godunow                               | Marina Mnisek              |
|                               | Chowanschtschina                            | Marfa                      |
| Krzysztof Penderecki          | Ubu Rex                                     | Mère Ubu                   |
| Amilcare Ponchielli           | La Gioconda                                 | Laura Adorno               |
| Francis Poulenc               | Dialogues des Carmélites                    | Madame de Croissy          |
| Aribert Reimann               | Troades                                     | Kassandra                  |
| Gioachino Rossini             | La Cenerentola                              | Angelina                   |
|                               | Il barbiere di Siviglia                     | Rosina                     |
|                               | L’italiana in Algeri                        | Isabella                   |
|                               | Mosè in Egitto                              | Sinaide                    |
| Camille Saint-Saëns           | Samson et Dalila                            | Dalila                     |
| Othmar Schoeck                | Penthesilea                                 | Penthesilea                |
| Louis Spohr                   | Jessonda                                    | Amazili                    |
| Johann Strauss                | Die Fledermaus                              | Prinz Orlofsky             |
| Richard Strauss               | Elektra                                     | Klytämnestra               |
|                               | Ariadne auf Naxos                           | Der Komponist              |
|                               | Capriccio                                   | Clairon                    |
|                               | Die Frau ohne Schatten                      | Die Amme                   |
|                               | Der Rosenkavalier                           | Octavian                   |
|                               | Salome                                      | Herodias                   |
| Igor Strawinsky               | Oedipus Rex                                 | Jocaste                    |
| Pjotr Tschaikowski            | Orleanskaja deva                            | Jeanne d’Arc               |
|                               | Pique Dame                                  | Gräfin                     |
| Giuseppe Verdi                | Aida                                        | Amneris                    |
|                               | Don Carlo                                   | Eboli                      |
|                               | Un ballo in maschera                        | Ulrika                     |
|                               | Il trovatore                                | Azucena                    |
| Richard Wagner                | Götterdämmerung                             | Waltraute                  |
|                               | Lohengrin                                   | Ortrud                     |
|                               | Parsifal                                    | Kundry                     |
|                               | Das Rheingold                               | Fricka                     |
|                               | Rienzi: Der letzte der Tribunen             | Adriano                    |
|                               | Tannhäuser und der Sängerkrieg auf Wartburg | Venus                      |
|                               | Tristan und Isolde                          | Brangäne                   |
|                               | Die Walküre                                 | Fricka                     |
| Hugo Wolf                     | Der Corregidor                              | Frasquita                  |
| Alexander von Zemlinsky       | Eine florentinische Tragödie                | Bianca                     |

Konzert
| Johann Sebastian Bach   | Passionen und Oratorien                      | Mezzo      |
| Ludwig van Beethoven    | Missa solemnis D-Dur op. 123                 | Mezzo      |
|                         | Sinfonie Nr. 9                               | Alt        |
| Hector Berlioz          | La mort de Cleopâtre                         | Mezzo      |
|                         | Les nuits d’été                              | Mezzo      |
|                         | La damnation de Faust                        | Marguerite |
| Johannes Brahms         | Lieder                                       | Mezzo      |
| Anton Bruckner          | Messe Nr. 3 f-Moll                           | Alt        |
| Joseph Haydn            | Harmoniemesse B-Dur Hob. XXII:13             | Alt        |
|                         | Heiligmesse B-Dur Hob. XXII:10               | Alt        |
|                         | Missa Sanctae Caeciliae C-Dur                | Alt        |
|                         | Theresienmesse B-Dur Hob. XXII:12            | Mezzo      |
| Gustav Mahler           | Das Lied von der Erde                        | Mezzo      |
|                         | Kindertotenlieder                            | Mezzo      |
|                         | Sinfonie Nr. 2 c-Moll (Auferstehung)         | Alt        |
|                         | Sinfonie Nr. 8 Es-Dur (Sinfonie der Tausend) | Alt        |
|                         | Sinfonie Nr. 3 d-Moll                        | Mezzo      |
|                         | Rückert-Lieder                               | Mezzo      |
|                         | Lieder eines fahrenden Gesellen              | Mezzo      |
| Hermann Reutter         | Lieder                                       | Mezzo      |
| Franz Schubert          | Lieder und Liederzyklen                      | Mezzo      |
| Erwin Schulhoff         | Landschaften/Menschheit                      | Mezzo      |
| Robert Schumann         | Lieder und Liederzyklen                      | Mezzo      |
| Arnold Schönberg        | Gurre-Lieder                                 | Waldtaube  |
| Wolfgang von Schweinitz | Liederzyklus Papiersterne                    | Mezzo      |
| Aleksandr Skrjabin      | Sinfonie Nr. 1 E-Dur                         | Mezzo      |
| Richard Strauss         | Lieder und Liederzyklen                      | Mezzo      |
| Giuseppe Verdi          | Requiem                                      | Mezzo      |
| Richard Wagner          | Wesendonck-Lieder                            | Mezzo      |
| Alexander von Zemlinsky | Maeterlinck-Orchesterlieder                  | Mezzo      |